# Deutsches Meisterschaftsrudern 1959
Das 70. Deutsche Meisterschaftsrudern wurde 1959 in Mannheim ausgetragen. Insgesamt wurden Medaillen in 15 Bootsklassen vergeben. Davon 11 bei den Männern und 4 bei den Frauen.

## Medaillengewinner

### Männer
| Bootsklasse                           | Gold | Silber | Bronze |
| ------------------------------------- | --- | --- | --- |
| Einer                                 | Klaus von Fersen (RC Germania Düsseldorf) | Karl-Heinrich von Groddeck (Ratzeburger RC) | Horst Hackl (Mannheimer RG Baden von 1880) |
| Doppelzweier                          | Berliner RC Thomas Schneider Friedrich-Wilhelm Sidow | Akademischer RC Würzburg Just Jahn Wolfgang Kort | RV Neptun Konstanz Herbert Hoff Wolfgang Montag |
| Zweier ohne Steuermann                | Ratzeburger RC Ingo Kliefoth Bernd Kruse | ATV Ditmarsia Kiel Klaus Bittner Frank Schepke | RV Gelsenkirchen Heinz Renneberg Bernhard Knubel |
| Zweier mit Steuermann                 | RC Marl 1948 Klaus Riekemann Hans-Joachim Berendes Hans-Dieter Maier (Stm.) | Mannheimer RC von 1875 Helmut Raschke Klaus Bauer Hermann Unser (Stm.)                                                                                                 | Keine weiteren Boote am Start. |
| Vierer ohne Steuermann                | Neusser RV / RC Germania Düsseldorf Günter Schroers Manfred Uellner Victor Hendrix Manfred Kluth                                                                                          | Rgm. ATV Ditmarsia Kiel / Ratzeburger RC Hans Lenk Karl-Heinz Hopp Manfred Rulffs Kraft Schepke                                                                        | RC Germania Düsseldorf Klaus Wegner Gerd Cintl Horst Effertz Claus Heß |
| Vierer mit Steuermann                 | RC Germania Düsseldorf Klaus Wegner Gerd Cintl Horst Effertz Claus Heß Michael Obst (Stm.)                                                                                                | Rgm. Bremer RC Hansa / RK am Baldeneysee Georg Niermann Jürgen Litz Heinz Kollmann Albrecht Wehselau Gerd Jürgenbehring (Stm.)                                         | Erster Kieler RC von 1862 Peter Albertsen Christian Prey Fritz Castagne Wolfgang Raddatz Klaus Mauer (Stm.) |
| Achter                                | Rgm. ATV Ditmarsia Kiel / Ratzeburger RC Hans Lenk Klaus Bittner Karl-Heinz Hopp Karl-Heinrich von Groddeck Kraft Schepke Frank Schepke Walter Schröder Manfred Rulffs Willi Padge (Stm.) | Mülheimer RG Gerd Mühlemeier Klaus Plath Hans-Joachim Beins Klaus Jäger Helmut Flade Rolf Thelen Jochen Knippenberg Peter Görgel Hasso Engler (Stm.)                   | Rgm. Ulmer RC Donau / RG Wiesbaden-Biebrich 1888 / Neusser RV Jörg-Heinrich Steinle Hanno Steinle Horst Arndt Wolfgang Müller Gerhard Köpge Helmut Heinhold Victor Hendrix Manfred Kluth Hanno Wettlaufer (Stm.) |
| Leichtgewichts-Einer                  | Ernst Rühl (RG Wetzlar 1880) | Wolfgang Heinicke (WSV Godesberg) | Hans Nagel (IfL Uni Heidelberg) |
| Leichtgewichts-Vierer ohne Steuermann | Düsseldorfer RV 1880 Alfred Brischewski Eckart Collet Claus Collet Georg Kersting | Frankfurter RG Germania 1869 Werner Moese Hans Niederée Jürgen Bruder Johannes Winckler                                                                                | RK am Wannsee Joachim Nather Eckard Wiedemann Volker Reichelt Jürgen Dietrich |
| Leichtgewichts-Vierer mit Steuermann  | Düsseldorfer RV 1880 Alfred Brischewski Eckart Collet Claus Collet Georg Kersting Dagobert Masuch (Stm.)                                                                                  | Kölner RG 1891 Günter Wallerstein Wolfgang Bläser Manfred Schmuckat Rolf Siebert Uwe Noster (Stm.)                                                                     | Rgm. RC Hansa von 1898 / RV Waltrop 1928 Volker Hummel Horst Becker Hans-Joachim Martin Werner Dickhaus Hartwig Zehle (Stm.)                                                                                     |
| Leichtgewichts-Achter                 | Berliner RC Helmut Bartram Detlef Raatz Ulrich Fröhlich Jürgen Ruchniewicz Hans-Jürgen Clasen Horst Brackhage Günther Loßmann Hans-Jürgen Wilczoch Jürgen Oelke (Stm.)                    | Hannoverscher RC von 1880 Detlef Hennecke Hans Mehrtens Ludwig von Tschirschnitz Jürgen Thoms Dieter Cordes Jürgen Kötter Günter Hanke Günter Knorr Heinz Farin (Stm.) | Keine weiteren Boote am Start. |

### Frauen
| Bootsklasse                             | Gold | Silber | Bronze |
| --------------------------------------- | --- | --- | --- |
| Einer                                   | Karen Wolf (Berliner RG) | Ellen Blank (Bremer RV von 1882)                                                                            | Gisela Dyroff (RG Heidelberg)                                                                              |
| Doppelzweier                            | Duisburger RV Ingrid Scholz Anna Horneff | RC Tegel 1886 Marianne Rintisch Renate Hinkelmann                                                           | RHC Rheine von 1901 Ursula Drunkenmölle Margot Brand                                                       |
| Doppelvierer mit Steuerfrau             | Rgm. WSV Mülheim / Osnabrücker RV / Lübecker Frauen-RG von 1907 Inge Michaelis Christel Kaestner Karola Specht Margit Untermann Gisela Hoffmann (Stf.) | Regensburger RV von 1898 Christl Lehnert Hildegard Stadler Heidi Lehnert Liesel Seitz Alice Nicolai (Stf.)  | Karlsruher RV Wiking Christiane Segebrecht Ulla Sperrnagel Ricarda Hapke Ingrid Scheyer Ursula Jung (Stf.) |
| Doppelvierer Stilrundern mit Steuerfrau | Regensburger RV von 1898 Christl Lehnert Hildegard Stadler Heidi Lehnert Liesel Seitz Alice Nicolai (Stf.)                                             | Bremer RV von 1882 Lieselotte Brieger Helga Bukowski Elke Meier-Kahrweg Sigrid Fleder Renate Quednau (Stf.) | RK am Baldeneysee Wilma Rehder Gisela Kahmann Renate Müller Renate Wenderoth Sigrid Wenderoth (Stf.)       |